# سوردین

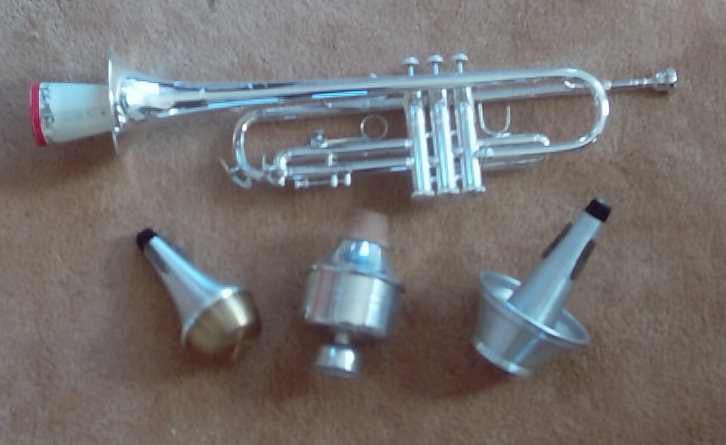
ترومپت با سوردین کاغذی; در پایین به‌ترتیب از چپ به راست سوردین مستقیم, سوردین هامونی و سوردین فنجانی

سوردین (به ایتالیایی: Sordino) یا خفه کن (به انگلیسی: Mute) دستگاهی برای کم کردن صدای موسیقی و تغییر و جلوه رنگ صدا است.
در سازهای زهی و خانواده‌های ویولن سوردین ارتعاش ساز را کم کرده و علاوه بر کم کردن صدا باعث نرم‌تر شدن صدا می‌شود.
در ویولنسل و کنترباس با حذف صدای سیم‌های بالا و پایین صدای خش را گرفته و صدای صاف‌تر و کمرنگ‌تری از ساز تولید می‌کند.
در ساز‌های سازهای بادی همانند ساکسوفون و‌ترومپت سوردین علاوه بر کم کردن صدا قابلیت دادن جلوه‌های صدایی به ساز را دارد.
در پیانو از سوردین می‌توان به عنوان یک وسیله جهت کم کردن صدا در بین چکش و رشته‌های قرار می‌گیرد که نتیجه آن صدای بسیار کم ساز خواهد شد.

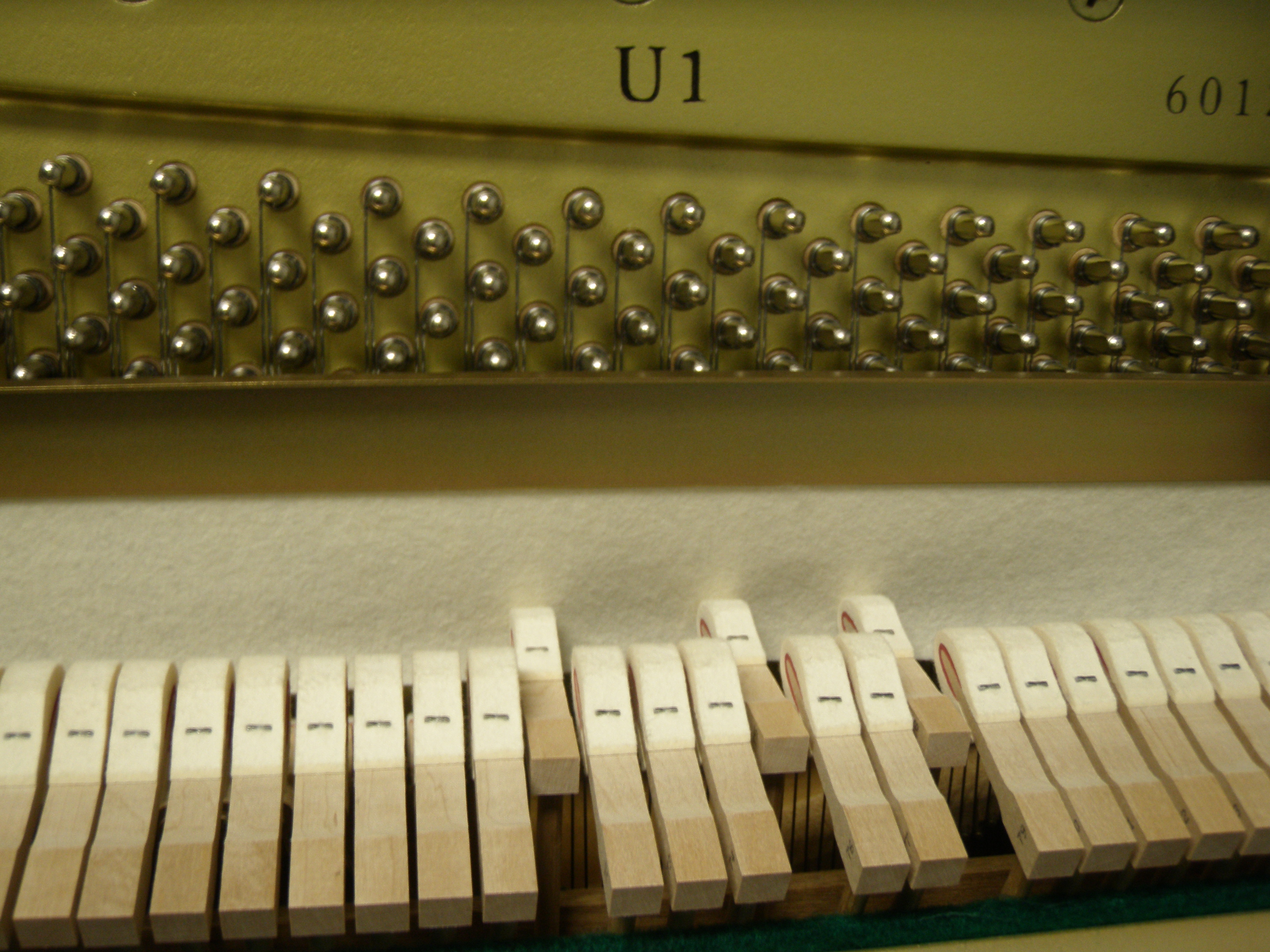
سوردین پیانو یاماها

## انواع سوردین
- سوردین رشته‌ای (String): ساده‌ترین نوع سوردین که اغلب جهت تمرین استفاده شده و در ساز‌هایی از قبیل ویولن کارایی بسیاری دارد
- سوردین برنجی (Brass): بیشتر برای کم کردن صدای سازهای بادی برنجی استفاده می‌شود. جنس آنها آلومینیوم، برنج یا مس است. اما سوردین‌های برنجی ارزان‌تر با جنس پلاستیک جهت صرفه اقتصادی نیز ساخته شده‌اند. بیش از ۱۳ نوع سوردین برنجی وجود دارد.
- سوردین بادی چوبی (Woodwind): برای سازهای بادی چوبی استفاده بیشتری دارد. اما در برخی موارد در فلوت و کلارینت نیز استفاده می‌شود.
- سوردین کوبه‌ای (Percussion): این نوع سوردین‌ها برای سازهای کوبه‌ای استفاده می‌شود که می‌تواند از بلندی صدای طبل‌ها کم کند.
- سوردین پیانو: این نوع سوردین مخصوص ساز پیانو است که با افزودن آن به قسمت بین چکش ها و سیم ها می‌تواند صدای پیانو را بسیار کم نماید.

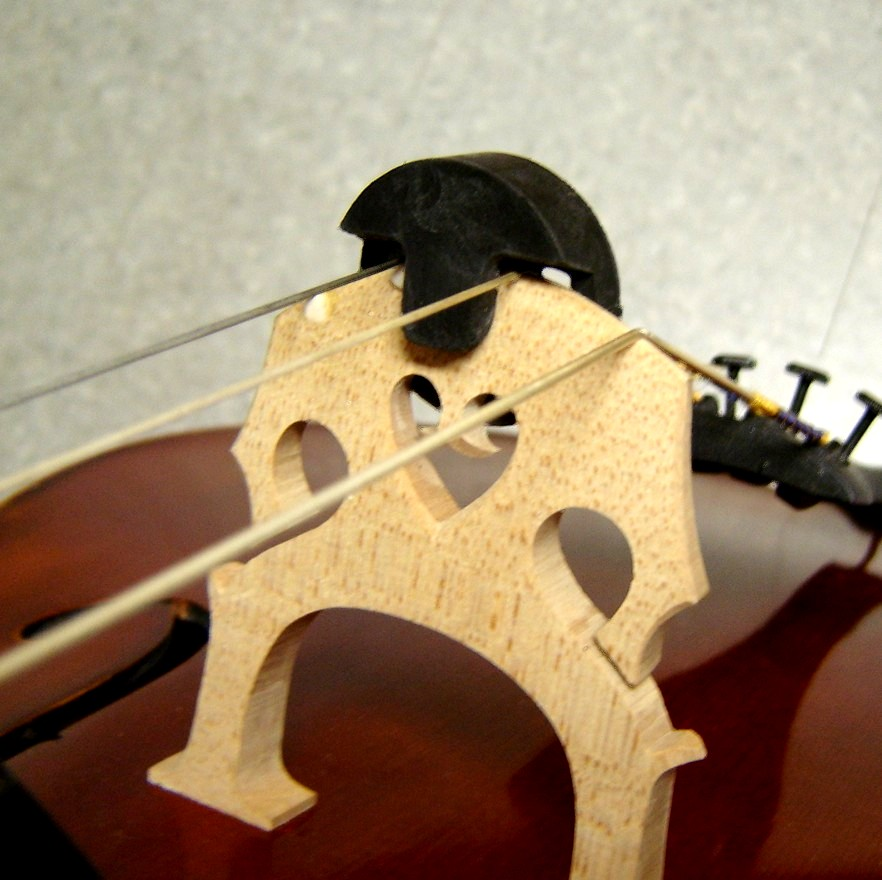
سوردین مخصوص ویولن